# Пятый в квартете
«Пятый в квартете» (англ. Backbeat) — британско-немецкий художественный фильм, снятый в 1994 году сценаристом и режиссёром Иэном Софтли (его режиссёрский дебют).
Фильм рассказывает о ранних годах группы The Beatles, о периоде их выступлений в самом начале 1960-х годов в Гамбурге (Германия). В первую очередь сюжет фильма сфокусирован на отношениях между Стюартом Сатклиффом (в исполнении Стивена Дорффа), Джоном Ленноном (в исполнении Яна Харта), а также подругой Сатклиффа — немецким фотографом Астрид Кирхгерр (в исполнении Шерил Ли) (которая также известна — в истории The Beatles — тем, что, как считается, именно она посоветовала им изменить прически на так называемый «французский начёс» — волосы, спускающиеся на лоб и уши — причёска, известная затем всему миру как «битловская»).
Фильм завоевал несколько престижных наград: Кливлендский международный кинофестиваль (Best Film — режиссёр Иэн Софтли), 1994; премия Британской киноакадемии (Anthony Asquith Award for Film Music — композитор Don Was), 1995; Evening Standard British Film Awards (Most Promising Newcomer — актёр Ян Харт), 1995; London Critics Circle Film Awards (ALFS Award, British Newcomer of the Year — режиссёр Иэн Софтли), 1995.
Сценарий фильма в дальнейшем был переработан Софтли в пьесу (под тем же названием «Backbeat»), премьера которой прошла в Глазго, в Citizens Theatre в 2010. Годом позже, 10 октября 2011, состоялся лондонский дебют пьесы — она была поставлена в Вест-Энде, в Театре Герцога Йоркского (англ. Duke of York's theatre).

## Сюжет
Два друга, живущие в Ливерпуле в конце 1950-х и играющие в рок-группе — Джон Леннон и Стюарт Сатклифф — мечтают добиться успеха. Вместе с группой, лишь недавно получившей своё впоследствии всемирно известное название — «The Beatles» — они едут в Германию, в Гамбург, чтобы выступать там в клубах, жить весёлой жизнью музыкантов, зарабатывать большие деньги… Правда, Стюарт сомневается в своих музыкальных талантах — но Джон убеждает его. В одной из драк в ливерпульском пабе Стюарт получает удар по голове — что, возможно, и приведет в итоге к ужасному концу… Группа приезжает в Гамбург — и начинаются изнурительные дни (а точнее — изнурительные ночи) бесконечных выступлений перед публикой «квартала красных фонарей» Рипербан — пьяными матросами, портовыми проститутками и прочей подобной публикой. Никому не нужно их искусство — приходится играть что требуют, взбадривая себя алкоголем и стимуляторами. Постепенно приходит умение и «заводить» публику, и играть что угодно и сколько угодно; расширяется круг знакомств, расширяется кругозор в музыке, в искусстве вообще. Лишь Стюарт обнаруживает свою музыкальную несостоятельность всё больше — и Пол Маккартни всё настойчивее убеждает Джона, что со Стюартом, «который портит всё дело», им не по пути; но Джон отказывается выкинуть друга из группы. Однажды их знакомый Клаус Форманн (из «изысканных» кругов гамбургской интеллигенции, не интересующихся каким-то «портовым рок-н-роллом»), приводит в клуб свою подругу фотографа Астрид — и она и Стюарт очень быстро понимают, что они не могут не быть вместе… Общение с Астрид приводит Стюарта к убеждению покинуть группу и вернуться к живописи, в которой он лишь и может выразить себя, как Джон — в музыке. Из-за нарушения закона (Джордж Харрисон ещё несовершеннолетний) группу высылают из Германии обратно в Ливерпуль — а Стюарт остается с Астрид и продолжает рисовать, рисовать, рисовать… Его работами начинают интересоваться серьезные знатоки — но всё чаще «болит голова»… и однажды он умирает от кровоизлияния в мозг на руках любимой. Группа вернулась в Гамбург, с новыми прическами (впоследствии названными во всём мире «битловскими», которые подсказала им Астрид), новыми песнями, новыми планами — но встречает их только Астрид… И Джон понимает, что путь к вершинам славы лежит не только через обретения, но и через потери.
Слоган фильма: «5 guys, 4 legends, 3 lovers, 2 friends, 1 group». (рус. «5 парней, 4 легенды, 3 влюбленных, 2 друга, 1 группа.»)
Второй слоган фильма: «He Had To Choose Between His Best Friend… The Woman He Loved… And The Greatest Rock 'n' Roll Band In the World». (рус. «Он должен был выбрать между своим лучшим другом... женщиной, которую любил… и величайшей рок-н-ролльной группой в мире.»)

## Создание фильма
Фильм основан на интервью, взятых сценаристом/режиссёром Иэном Софтли у Астрид Кирхгерр и Клауса Форманна (друга Астрид, познакомившего её с The Beatles) весной 1988, а также интервью, взятых у них же позднее сценаристом Стивеном Уордом (англ. Stephen Ward), который присоединился к проекту фильма, когда первоначальный вариант сценария, написанный Софтли, не смог заинтересовать возможных инвесторов.
В саундтрек фильма не входит ни одна песня, написанная участниками The Beatles, но включены песни многих других авторов, исполнявшиеся The Beatles во время своих гамбургских выступлений.
Вместо того, чтобы воссоздавать звучание того исторического периода, были привлечены «иконоборцы», мятежные музыканты (англ. iconoclastic, rebellious musicians were recruited): как отмечал звукорежиссёр фильма, выступления The Beatles в их «достудийный» период были «панк-роком тогдашних дней». Это было сделано для того, чтобы лучше передать, как в то время музыка приходила к публике. Все музыканты являлись членами хорошо известных рок-групп из США:
- en:Dave Pirner (Soul Asylum): вокал
- en:Greg Dulli (The Afghan Whigs): вокал
- Thurston Moore (Sonic Youth): гитара
- Don Fleming (Gumball): гитара
- en:Mike Mills (R.E.M.): бас-гитара
- Dave Grohl (Foo Fighters): барабаны
- Henry Rollins (Rollins Band): вокал в «Love Me Tender»

Оригинальная запись песни «My Bonnie» в исполнении Тони Шеридана с The Beatles в качестве аккомпанирующей группы — единственная подлинная запись The Beatles из всего саундтрека к фильму.
Дистрибьютор фильма PolyGram Filmed Entertainment находился тогда в собственности того же владельца, что и лейбл Polydor Records, имевший права на издание и дистрибуцию музыки The Beatles гамбургского периода.

## В ролях
| Актёр             | Роль                   |
| ----------------- | ---------------------- |
| Стивен Дорфф      | Стюарт Сатклифф        |
| Шерил Ли          | Астрид Кирхгерр        |
| Иэн Харт          | Джон Леннон            |
| Гэри Бейкуэлл     | Пол Маккартни          |
| Крис О’Нилл       | Джордж Харрисон        |
| Пол Дакуорт       | Ринго Старр            |
| Скот Уильямс      | Пит Бест               |
| Кай Визингер      | Клаус Форман           |
| Дженнифер Или     | Синтия Леннон (Пауэлл) |
| Wolf Kahler       | Берт Кемпферт          |
| James Doherty     | Тони Шеридан           |
| Daimon Richardson | Rockabilly             |

Иэн Харт до того в 1991 году уже сыграл Леннона в фильме «Часы и времена». Бейкуэлл  позднее сыграл роль Маккартни в телевизионном фильме en:The Linda McCartney Story. Уильямс ещё раз сыграл роль Пита Беста в телефильме en:In His Life: The John Lennon Story.

## Отзывы о фильме
Пол Маккартни не был впечатлён фильмом, сказав:
Одна из моих претензий к фильму Backbeat, что они забрали кое-что из рок-н-ролльности у меня. Они дали Джону петь песню «Long Tall Sally» — а он никогда в реальности её не пел. Но теперь (после фильма) это истина, это как будто отлито в бетоне. (В постановке пьесы в театре в Глазго «Long Tall Sally» поёт Пол.) Это как будто киноистории про Бадди Холли и Гленна Миллера. В en:The Buddy Holly Story даже не упоминается Норман Петти (менеджер и продюсер группы Бадди Холли), а en:The Glenn Miller Story — сильно приукрашенная версия его жизни. Ну а теперь Backbeat сделал то же самое с историей The Beatles. Я был, однако, приятно удивлён, как поразительно Стивен Дорфф изобразил Стю.

One of my annoyances about the film Backbeat is that they’ve actually taken my rock 'n' rollness off me. They give John the song «Long Tall Sally» to sing and he never sang it in his life. But now it’s set in cement. ('Paul' sang Long Tall Sally in the Glasgow stage version). It’s like the Buddy Holly and en:Glenn Miller stories. en:The Buddy Holly Story does not even mention en:Norman Petty, and en:The Glenn Miller Story is a sugarcoated version of his life. Now Backbeat has done the same thing to the story of The Beatles. I was quite taken, however, with Stephen Dorff’s astonishing performance as Stu.
Астрид Кирхгерр похвалила фильм за точность в передаче духа того времени и деталей её отношений с Сатклиффом и The Beatles.

## Интересные факты о фильме
- В фильме Стивен Дорфф в роли Сатклиффа играет на бас-гитаре «Hofner President» с хромированными сдвоенными звукоснимателями (англ. chrome humbucker pick-ups). В реальности Сатклифф играл на такой же бас-гитаре, но с покрытыми пластмассой под дерево однокатушечными звукоснимателями (англ. wood single coil pick-ups).
- Ян Харт был утвержден на роль ещё за год до начала съемок фильма, потому что режиссёр Иэн Софтли уже до того видел его в роли Джона Леннона в фильме «Часы и времена» (англ. «The Hours and the Times»).
- Фрида Келли (англ. Freda Kelly), которая сыграла в фильме эпизодическую роль матери Джорджа Харрисона, была секретарем Beatles’s Fan Club в Ливерпуле в его самые первые годы. Она даже упоминается в рождественском поздравлении от The Beatles фанам в 1963 году (Beatles' 1963 Christmas message), во фразе, которую произносит… Джордж.
- Некоторые из рисунков и картин Сатклиффа в фильме являются подлинными репродукциями.
- Стивен Дорфф был единственным из актёров, снимавшихся в фильме, кто действительно умел играть на своем музыкальном инструменте (в реальной жизни Дорфф — в том числе и профессиональный музыкант). Что забавно, так как очень слабое умение его персонажа, Стюарта Сатклиффа, играть было одним из основных доводов Маккартни в пользу ухода Сатклиффа из группы.
- В сцене записи в студии звучит именно та версия песни «My Bonnie», которую сделали в гамбургской студии Тони Шеридан и — в качестве аккомпанирующей ему группы — The Beatles.
- Съёмки фильма продолжались шесть недель — в Ливерпуле в марте 1993 и в Гамбурге и Лондоне весной 1993.
- Как утверждал сценарист и режиссёр Иэн Софтли, он был уверен, что Стивен Дорфф и Шерил Ли прекрасно исполнят свои роли, с того момента как увидел каждого из них.
- Крис О'Нил, исполнивший в фильме роль Джорджа Харрисона, в настоящее время играет в ливерпульской группе The Cavern Beatles в роли Пола Маккартни.